# Tyla
Tyla Laura Seethal (Joanesburgo, 30 de janeiro de 2002), conhecida mononimamente como Tyla, é uma cantora e compositora sul-africana. Assinou contrato com a Epic Records em 2021 após o sucesso nacional de seu single de estreia "Getting Late", com Kooldrink. Tyla ganhou destaque internacional com seu single "Water", de 2023, que entrou nas paradas em dezessete países, inclusive alcançando o top dez do UK Singles Chart. Isso também fez dela a primeira solista sul-africana em 55 anos a entrar na Billboard Hot 100 dos Estados Unidos. Seu estilo musical é caracterizado por uma fusão de pop e amapiano, com muitas publicações a apelidando de "Rainha do Popiano".

## Biografia
Tyla nasceu em Joanesburgo, África do Sul, em uma família coloured de ascendência indiana, zulu, maurícia e irlandesa. Estudou na Edenglen High School em 2019 e começou postando músicas originais e covers em sua conta do Instagram, além de enviá-las para diversas personas da indústria musical, sendo posteriormente descoberta por seu primeiro empresário, que organizou suas primeiras sessões de gravação.

## Carreira
No final de 2019, Tyla lançou seu single de estreia, "Getting Late", com produção de Kooldrink, que alcançou sucesso nacional. O videoclipe que o acompanha foi indicado para Vídeo Musical do Ano no 28º South African Music Awards em 2022. Ela então assinou um contrato de gravação com a Epic Records por meio de um empreendimento conjunto com a Fax Records nos Estados Unidos. Em seguida vieram os singles "To Last" e "Overdue".
Sua apresentação de estreia ocorreu em 2023 na Semana de Moda de Milão, após o lançamento de seu single "Been Thinking", que rendeu a Tyla sua primeira colocação nas paradas de sua carreira, na parada Billboard Mainstream R&B/Hip-Hop Airplay. Heven Haile do Pitchfork descreveu-o como um "hino elegante que canaliza os sedutores sucessos pop-R&B de Ciara e Rihanna de meados dos anos 2000". Tyla então se juntou a Chris Brown como artista de abertura da etapa europeia de sua turnê Under the Influence. Em maio de 2023, lançou o single "Girl Next Door", com a participação da cantora nigeriana Ayra Starr.
Mais tarde, ela também lançou a música "Water" em julho de 2023 como o primeiro single de seu próximo EP de estreia. Depois de gerar um desafio de dança viral na plataforma de mídia social TikTok, a música entrou no top dez na Nova Zelândia, Holanda e no Reino Unido, onde liderou a UK Afrobeats Singles Chart. Entrando no número 67, "Water" fez de Tyla a mais jovem e a primeira solista sul-africana em 55 anos a entrar na Billboard Hot 100, após "Grazing in the Grass" de Hugh Masekela em 1968. O videoclipe que  acompanha a canção, lançado em 7 de outubro de 2023, acumulou 3 milhões de visualizações no YouTube em três dias.

## Discografia
- Tyla (2024)

## Turnês
Abertura
Tyla: Tyla Tour (2023)
- Chris Brown: Under the Influence Tour (2023)[15]

## Prêmios e indicações
| Premiação                  | Ano  | Recipiente                       | Categoria                     | Resultado | Ref.                                                                                      |
| -------------------------- | ---- | -------------------------------- | ----------------------------- | --------- | ----------------------------------------------------------------------------------------- |
| South African Music Awards | 2022 | "Getting Late" (part. Kooldrink) | Vídeo Musical do Ano          | Indicada  | [ 6 ]                                                                                     |
| Grammy Awards              | 2023 | Water                            | Best African Music Perfomance | Venceu    | https://grammy.com/news/tyla-wins-first-best-african-music-performance-award-2024-grammys |